# استلینگورفی

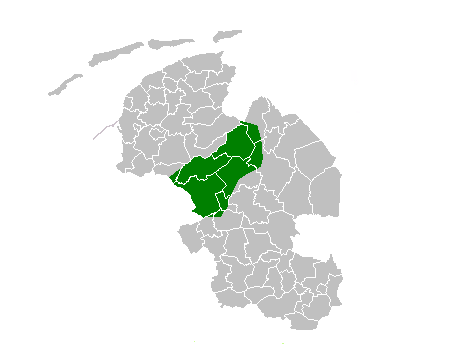
گستره گویش‌های استلینگورفی

استلینگورفی به دسته‌ای از گویش‌های هلندی ساکسون پایین گفته می‌شود. این زبان هنوز گویشورانی در مناطق استلینگورف شرقی و غربی (در استان فریسلاند)، استین ویکرلاند و بخش‌هایی از استان درنته (در کشور هلند) دارد.
استلینگورفی برای بسیاری از اهالی هلند به راحتی قابل فهم است.